# Schleifringübertrager

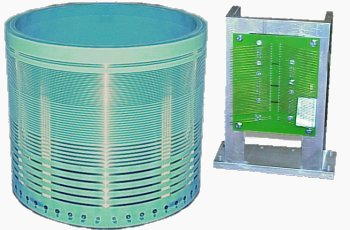
Teile einer Slipring-Unit des Wetterradargerätes Meteor 1500 von Gematronik. Auf einem Zylinder sind vergoldete Schleifringe zur Stromübertragung aufgebracht. Rechts die federnden Schleifkontakte

Ein Schleifringübertrager (oder Slip ring unit) ist eine spezielle Baugruppe zur Übertragung von Daten, Signalen oder Leistung von einem festen Bauteil auf ein bewegliches Element.

## Funktion
Die Übertragung findet bei den meisten Anwendungen über schleifende Kontakte zwischen Stator und Rotor statt. In einem isolierenden Träger sind ringförmige Kontaktflächen eingelassen, auf denen ein Federkontakt während der Drehung den Stromfluss ermöglicht. Die Oberflächen sind vergütet und oft sogar hart vergoldet. Um möglichst verschleißarm zu arbeiten, drückt die Kontaktfeder so schwach wie möglich, aber trotzdem ausreichend stark für einen sicheren Stromfluss gegen die sich drehende ringförmige Kontaktfläche. Zur Verringerung des Übergangswiderstandes können auch eine Vielzahl von Kontaktfedern verwendet werden, die auf dem Umfang des Schleifrings verteilt sind. Um den Wartungsaufwand zu verringern können sie gekapselt aufgebaut werden. Es sind auch explosionsgeschützte Bauformen möglich.
Schleifringübertrager sind oft hybride Systeme und enthalten nicht nur Schleifringe und Schleifkontakte, sondern müssen auch hochfrequente Energie übertragen, die beispielsweise über Hohlleiter oder Koaxialkabel herangeführt wird. Hochfrequente Energie lässt sich schlecht über Schleifkontakte übertragen, da hierbei zu viele Verluste auftreten würden. Bei sehr hohen Frequenzen würde der Schleifring als Antenne unerwünschte Abstrahlungen verursachen. Die Übertragung der Hochfrequenz wird dann über Rotary Joints (deutsch: Drehkupplung) vom statischen Teil der Slipring-Unit an den drehenden Teil übertragen.
Moderne Baugruppen verwenden keine Schleifringe mehr, sondern arbeiten kontaktlos und verwenden abgeschirmte HF-Übertrager oder Optokoppler. Eine HF-Übertragung ist damit zwar nur in geringen Leistungsgrößen möglich, ist bei aktiven Antennen auch nicht notwendig. Diese Art der Übertragung ist wartungsfrei. Nur die Stromversorgung für den drehbaren Teil muss noch mit Schleifringübertragern erfolgen.

## Anwendungen
- Krane und Hebezeuge benötigen Schleifringübertrager, welche für größere Ströme belastbar sein müssen.
- Bei einem Radargerät mit sich ständig drehender Antenne muss nicht nur die Sendeenergie mit einem HF-Drehübertrager vom festen Teil (Stator) des Drehtisches (engl.: Turntable) auf den drehenden Teil (Rotor) übertragen werden, sondern auch Versorgungsspannungen und eine Vielzahl von Schalt- und Steuersignalen sowie Datenleitungen.
- in der Robotersteuerung müssen Signale und Energie auf bewegliche Manipulatoren oder Antriebe übertragen werden.